# Alguien te mira (telenovela chilena)
Alguien te mira es una telenovela chilena creada por Pablo Illanes, producida y transmitida por Televisión Nacional de Chile desde el 30 de abril hasta el 16 de agosto de 2007, reemplazando a Disparejas y siendo sucedida por Cárcel de Mujeres y El señor de la Querencia en su horario. Es protagonizada por Álvaro Rudolphy, Francisco Melo y Sigrid Alegría.
Esta telenovela significó un cambio en cuanto temática de las anteriores producciones nocturnas de Televisión Nacional, desarrollándose en torno a un asesino en serie que mata a mujeres quitándoles su corazón y la búsqueda de su identidad.

## Argumento
En 1992, Rodrigo Quintana (Francisco Melo), un carismático hombre, destruye su relación con Piedad (Sigrid Alegría) tras un trágico incidente. Desaparece para someterse a rehabilitación en Europa, dejando a Piedad y sus amigos Julián (Álvaro Rudolphy) y Benjamín (Francisco Pérez Bannen) con cicatrices emocionales. 
15 años después, en 2007, Rodrigo regresa a Santiago, donde sus viejos amigos, ahora convertidos exitosos doctores, se ven perturbados por su regreso. Mientras Rodrigo opta por una vida austera, Piedad descubre que sigue siendo el amor de su vida, y Julián teme que la historia se repita.
El reencuentro se complica cuando, durante un evento benéfico, son testigos de un asesinato. La víctima, se une a una serie de muertes de mujeres de alta sociedad, aparentemente cometidas por un asesino serial. La comisario Eva Zanetti (Paola Volpato) investiga el caso, mientras los amigos se ven envueltos en un clima de sospecha, en el que todos parecen ser culpables. El misterio se intensifica a medida que el círculo se estrecha y el asesino se acerca cada vez más.

## Reparto

### Principales
- Francisco Melo como Rodrigo Quintana[7]
- Álvaro Rudolphy como Julián García[8][9]
- Sigrid Alegría como Piedad Estévez[10]
- Francisco Pérez Bannen como Benjamín Morandé
- Alejandra Fosalba como Matilde Larraín
- Luz Valdivieso como Tatiana Wood
- Paola Volpato como Eva Zanetti
- Andrés Velasco como Mauricio Ossa
- Francisca Imboden como Josefina Morandé
- Claudio Arredondo como Pedro Pablo Peñafiel
- Celine Reymond como Camila Wood
- Romina Mena como Lucy Figueroa
- Pablo Striano como Carvajal
- Adela Calderón como Carmen Gloria

#### Recurrentes e invitados especiales
- Amparo Noguera como María Gracia Carpenter
- Elvira López como Blanca Gordon
- Katyna Huberman como Rocío Lynch
- Antonia Zegers como Daniela Franco
- Juan José Gurruchaga como Ángel Montalva
- Max Salgado como Emilio García
- Catalina Castelblanco como Amparo Zanetti
- Javiera Toledo como Isidora Morandé

## Realizadores
- Dirección de Programación TVN: Vicente Sabatini
- Dirección de Producción TVN: Pablo Ávila Guerrero
- Dirección de Área Dramática TVN: María Eugenia Rencoret
- Guion: Pablo Illanes
- Producción General: Daniela Demicheli
- Dirección General: Germán Barriga
- Coordinación de Producción: Mauricio Campos
- Dirección de Unidad: Rodrigo Velásquez
- Edición: Héctor Gómez Alday

## Controversias
A fines de julio y principios de agosto, el gobierno se pronunció en diversas oportunidades acerca de la violencia expuesta en esta serie en el periodo mencionado. Según el ministro José Antonio Viera-Gallo, existen algunos programas de televisión que le merecen «un juicio crítico», uno de ellos es la mencionada telenovela, «porque ahí hay una serie de femicidios, uno detrás de otro (…) Yo no quiero decir que eso automáticamente se revierta en una conducta de esa naturaleza en la sociedad, pero me parece que para un canal público las cosas que ahí se expresan y se ven no son las más adecuadas». Agregó que esto no implica que esté a favor de la censura y que sólo es una opinión personal y no en su calidad de ministro. «Lejos de mí toda censura, muy por el contrario, pero en general en los canales públicos, ese tipo de escenas no se ven, sobre todo por su violencia», afirmó. Estas afirmaciones tuvo miles de opiniones en contra, una de ellas fue la del bloguero conocedor de teleseries Daniel Urrea, conocido en ese entonces como Mr.TV quien le respondió a través de las Últimas Noticias: «Es una exageración (las críticas de Viera Gallo) siempre se ha culpado a la televisión de todo…» «Julián en la vida real no tendría tanto éxito en sus crímenes». 
Sin duda esta teleserie no pasó inadvertida.

## Banda sonora
| Intérprete          | Tema                       | Personaje(s)       | Actor(es)                               |
| ------------------- | -------------------------- | ------------------ | --------------------------------------- |
| Bad English         | When I see you Smile       | Tema Principal     | Tema Principal                          |
| Bad English         | When I see you Smile       | Julián             | Álvaro Rudolphy                         |
| La Rue Morgue       | Sigues dando Vueltas       | Julián y Piedad    | Álvaro Rudolphy y Sigrid Alegría        |
| Soda Stereo         | Juego de Seducción         | Julián y Eva       | Álvaro Rudolphy y Paola Volpato         |
| Fito Páez           | Un Vestido y una Flor      | Piedad y Rodrigo   | Sigrid Alegría y Francisco Melo         |
| Miguel Mateos       | Atado a un Sentimiento     | Mauricio y Matilde | Andrés Velasco y Alejandra Fosalba      |
| Cinema              | Tom y Jerry                | Benjamín y Camila  | Francisco Pérez-Bannen y Celine Reymond |
| Charly García       | Los Dinosaurios            | Rodrigo            | Francisco Melo                          |
| Virus               | Pronta Entrega             | Benjamín y Tatiana | Francisco Pérez-Bannen y Luz Valdivieso |
| Valija Diplomática  | Mi vida vale Más           | Pedro Pablo        | Claudio Arredondo                       |
| Fabiana Cantilo     | Cleopatra, reina del twist | Lucy               | Romina Mena                             |
| Michael Giacchino   | Los Increíbles             | Pepi               | Francisca Imboden                       |
| Los Enanitos Verdes | Tus viejas cartas          | Julián y Matilde   | Álvaro Rudolphy y Alejandra Fosalba     |
| Los Enanitos Verdes | Por El Resto               | Ocasiones          | Ocasiones                               |
| Jovanotti           | Penso positivo             | Ocasiones          | Ocasiones                               |
| Divina Gloria       | Desnudita es mejor         | Ocasiones          | Ocasiones                               |
| GIT                 | Aire de todos              | Ocasiones          | Ocasiones                               |
| Gustavo Cerati      | Canción animal             | Ocasiones          | Ocasiones                               |
| Roupa Nova          | Whisky a go-go             | Ocasiones          | Ocasiones                               |
| David Lebón         | Puedo sentirlo             | Ocasiones          | Ocasiones                               |
| Sumo                | La rubia tarada            | Ocasiones          | Ocasiones                               |
| Ariel Rot           | Debajo del puente          | Ocasiones          | Ocasiones                               |

## Versiones
- Alguien te mira (2010), una producción de Telemundo, fue protagonizada por Danna García y Christian Meier.